# توين فولز
توين فولز، أيداهو هي مدينة في ولاية أيداهو الأمريكية وهي عاصمة مقاطعة توين فولز وأكبر مدنها

## التركيبة السكانية
حدّد مكتب تعداد الولايات المتحدة بيانات التركيبة السكانية لتوين فولز في تعداد الولايات المتحدة. في ما يلي، التركيبة السكانية حسب تعدادي 2000 و2010.

### تعداد عام 2000
بلغ عدد سكان توين فولز 34,469 نسمة بحسب تعداد عام 2000، وبلغ عدد الأسر 13,274 أسرة وعدد العائلات 8,864 عائلة مقيمة في المدينة. في حين سجلت الكثافة السكانية 683.5 نسمة لكل كيلومتر مربع (1,770.3/ميل2). وبلغ عدد الوحدات السكنية 14,162 وحدة بمتوسط كثافة قدره 280.8 لكل كيلومتر مربع (727.3/ميل2).
وتوزع التركيب العرقي للمدينة بنسبة 91.77% من البيض و0.22% من الأمريكيين الأفارقة و0.74% من الأمريكيين الأصليين و1.09% من الأمريكيين ذوي الأصول الآسيوية و0.11% من سكان جزر المحيط الهادئ و3.71% من الأعراق الأخرى و2.35% من عرقين مختلطين أو أكثر و8.89% من الهسبانيون أو اللاتينيون من أي عرق.
بلغ عدد الأسر 13,274 أسرة كانت نسبة 35.4% منها لديها أطفال تحت سن الثامنة عشر تعيش معهم، وبلغت نسبة الأزواج القاطنين مع بعضهم البعض 51.7% من أصل المجموع الكلي للأسر، ونسبة 11% من الأسر كان لديها معيلات من الإناث دون وجود شريك، بينما كانت نسبة 4% من الأسر لديها معيلون من الذكور دون وجود شريكة وكانت نسبة 33.2% من غير العائلات. تألفت نسبة 26.8% من أصل جميع الأسر من عدة أفراد يعيشون في نفس المنزل ونسبة 10.7% كانت تتألف من شخص يعيش بمفرده يبلغ من العمر 65 عاماً أو أكثر. وبلغ متوسط حجم الأسرة المعيشية 2.51، أما متوسط حجم العائلات فبلغ 3.05.
بلغ العمر الوسطي للسكان 33.8 عاماً. وكانت نسبة 26.3% من القاطنين تحت سن الثامنة عشر، وكانت نسبة 11.4% بين الثامنة عشر والرابعة والعشرين عاماً، ونسبة 25.6% كانت واقعةً في الفئة العمرية ما بين الخامسة والعشرين والرابعة والأربعين عاماً، ونسبة 19.9% كانت ما بين الخامسة والأربعين والرابعة والستين، ونسبة 13.4% كانت ضمن فئة الخامسة والستين عاماً فما فوق. يوجد لكل 100 أنثى 92.6 ذكر، ويوجد لكل 100 أنثى في الثامنة عشر من عمرها فما فوق 89.5 ذكر.
بلغ متوسط دخل الأسرة في المدينة 32,641 دولارًا، أما متوسط دخل العائلة فبلغ 38,632 دولارًا. وكان متوسط دخل الذكور 30,742 دولارًا مقابل 20,934 دولارًا للإناث. وسجل دخل الفرد الخاص بالمدينة 16,439 دولارًا. وكانت نسبة 9.8% من العائلات ونسبة 14.1% من السكان تحت خط الفقر، وكان من هؤلاء نسبة 18.2% تحت سن الثامنة عشر ونسبة 9.3% في الخامسة والستين من العمر وما فوق.

### تعداد عام 2010
بلغ عدد سكان توين فولز 44,125 نسمة بحسب تعداد عام 2010، وبلغ عدد الأسر 16,744 أسرة وعدد العائلات 11,011 عائلة مقيمة في المدينة. في حين سجلت الكثافة السكانية 875 نسمة لكل كيلومتر مربع (2,266.2/ميل2). وبلغ عدد الوحدات السكنية 18,033 وحدة بمتوسط كثافة قدره 357.6 لكل كيلومتر مربع (926.2/ميل2).
وتوزع التركيب العرقي للمدينة بنسبة 88.54% من البيض و0.65% من الأمريكيين الأفارقة و0.84% من الأمريكيين الأصليين و1.79% من الأمريكيين ذوي الأصول الآسيوية و0.13% من سكان جزر المحيط الهادئ و5.49% من الأعراق الأخرى و2.56% من عرقين مختلطين أو أكثر و13.07% من الهسبانيون أو اللاتينيون من أي عرق.
بلغ عدد الأسر 16,744 أسرة كانت نسبة 35.1% منها لديها أطفال تحت سن الثامنة عشر تعيش معهم، وبلغت نسبة الأزواج القاطنين مع بعضهم البعض 48.3% من أصل المجموع الكلي للأسر، ونسبة 12.2% من الأسر كان لديها معيلات من الإناث دون وجود شريك، بينما كانت نسبة 5.2% من الأسر لديها معيلون من الذكور دون وجود شريكة وكانت نسبة 34.2% من غير العائلات. تألفت نسبة 26.6% من أصل جميع الأسر من عدة أفراد يعيشون في نفس المنزل ونسبة 10.9% كانت تتألف من شخص يعيش بمفرده يبلغ من العمر 65 عاماً أو أكثر. وبلغ متوسط حجم الأسرة المعيشية 2.58، أما متوسط حجم العائلات فبلغ 3.13.
بلغ العمر الوسطي للسكان 31.9 عاماً. وكانت نسبة 27% من القاطنين تحت سن الثامنة عشر، وكانت نسبة 11.8% بين الثامنة عشر والرابعة والعشرين عاماً، ونسبة 26.4% كانت واقعةً في الفئة العمرية ما بين الخامسة والعشرين والرابعة والأربعين عاماً، ونسبة 21.4% كانت ما بين الخامسة والأربعين والرابعة والستين، ونسبة 13.4% كانت ضمن فئة الخامسة والستين عاماً فما فوق. وتوزع التركيب الجنسي للسكان بنسبة 48.7% ذكور و51.3% إناث.

## المناخ
يظهر الجدول التالي التغييرات المناخية على مدار السنة لتوين فولز:
| البيانات المناخية لـتوين فولز       | البيانات المناخية لـتوين فولز | البيانات المناخية لـتوين فولز | البيانات المناخية لـتوين فولز | البيانات المناخية لـتوين فولز | البيانات المناخية لـتوين فولز | البيانات المناخية لـتوين فولز | البيانات المناخية لـتوين فولز | البيانات المناخية لـتوين فولز | البيانات المناخية لـتوين فولز | البيانات المناخية لـتوين فولز | البيانات المناخية لـتوين فولز | البيانات المناخية لـتوين فولز | البيانات المناخية لـتوين فولز |
| الشهر                               | يناير                         | فبراير                        | مارس                          | أبريل                         | مايو                          | يونيو                         | يوليو                         | أغسطس                         | سبتمبر                        | أكتوبر                        | نوفمبر                        | ديسمبر                        | المعدل السنوي                 |
| ----------------------------------- | ----------------------------- | ----------------------------- | ----------------------------- | ----------------------------- | ----------------------------- | ----------------------------- | ----------------------------- | ----------------------------- | ----------------------------- | ----------------------------- | ----------------------------- | ----------------------------- | ----------------------------- |
| الدرجة القصوى °ف (°م)               | 63 (17)                       | 70 (21)                       | 78 (26)                       | 91 (33)                       | 102 (39)                      | 103 (39)                      | 110 (43)                      | 105 (41)                      | 103 (39)                      | 90 (32)                       | 80 (27)                       | 67 (19)                       | 110 (43)                      |
| متوسط درجة الحرارة الكبرى °ف (°م)   | 34.9 (1.6)                    | 41.4 (5.2)                    | 50.7 (10.4)                   | 59.5 (15.3)                   | 67.7 (19.8)                   | 77.0 (25.0)                   | 85.0 (29.4)                   | 84.1 (28.9)                   | 74.2 (23.4)                   | 62.5 (16.9)                   | 46.2 (7.9)                    | 36.4 (2.4)                    | 60.0 (15.6)                   |
| متوسط درجة الحرارة الصغرى °ف (°م)   | 19.2 (−7.1)                   | 23.4 (−4.8)                   | 28.8 (−1.8)                   | 33.7 (0.9)                    | 41.2 (5.1)                    | 48.0 (8.9)                    | 52.8 (11.6)                   | 51.1 (10.6)                   | 42.8 (6.0)                    | 34.2 (1.2)                    | 26.4 (−3.1)                   | 19.3 (−7.1)                   | 35.1 (1.7)                    |
| أدنى درجة حرارة °ف (°م)             | −13 (−25)                     | −17 (−27)                     | 4 (−16)                       | 18 (−8)                       | 24 (−4)                       | 31 (−1)                       | 38 (3)                        | 37 (3)                        | 24 (−4)                       | 11 (−12)                      | −2 (−19)                      | −21 (−29)                     | −21 (−29)                     |
| الهطول إنش (مم)                     | 1.29 (33)                     | 0.93 (24)                     | 1.21 (31)                     | 0.95 (24)                     | 1.40 (36)                     | 0.84 (21)                     | 0.27 (6.9)                    | 0.38 (9.7)                    | 0.65 (17)                     | 0.78 (20)                     | 1.17 (30)                     | 1.12 (28)                     | 10.99 (279)                   |
| متوسط تساقط الثلوج إنش (سم)         | 7.4 (19)                      | 5.4 (14)                      | 3.5 (8.9)                     | 1.1 (2.8)                     | 0.7 (1.8)                     | 0 (0)                         | 0 (0)                         | 0 (0)                         | 0.1 (0.25)                    | 0.3 (0.76)                    | 4.1 (10)                      | 6.9 (18)                      | 29.5 (75)                     |
| متوسط أيام هطول الأمطار (≥ 0.01 in) | 10.2                          | 8.6                           | 9.9                           | 8.6                           | 9.0                           | 6.4                           | 3.3                           | 3.6                           | 4.2                           | 5.8                           | 9.3                           | 9.3                           | 88.2                          |
| متوسط الأيام المثلجة (≥ 0.1 in)     | 6.8                           | 4.3                           | 3.4                           | 1.4                           | 0.5                           | 0.2                           | 0                             | 0                             | 0.1                           | 0.4                           | 3.5                           | 5.4                           | 26                            |
| المصدر: NOAA                        |                               |                               |                               |                               |                               |                               |                               |                               |                               |                               |                               |                               |                               |

## أعلام
- جون هيلم
- ملفن شفارتز
- بيفرلي هانسون
- تشارلز تي ماكدويل
- جيم جونز
- غرانت سوير
- بروس باستيان
- دوروثي كاستر